# コルマールの戦い
コルマールの戦い（コルマールのたたかい）は、現在のフランス東部、アルザスにあるコルマール周辺で行われた、第二次世界大戦中の1945年1月20日から45年2月9日の期間に連合国軍とドイツ軍との間で起こった戦い。
当時コルマールを含むアルザス＝ロレーヌ地方はドイツ領であり、ライン川に架かる橋を守る重要拠点であったため、周辺には幅65km、深さ50kmにわたるドイツ軍の橋頭堡が築かれていた。激しい戦いの末、フランス第1軍とアメリカ第11軍団は守備するドイツ第19軍団を敗走させることに成功した。連合軍は死傷者21,000、ドイツ軍は38,000の損害（捕虜と戦死者を含む）を出した。これにより連合軍はライン川を渡ることに成功し、ドイツ領への本格侵攻を開始した。

西部戦線 (1944-45)